# José Areas
José Areas (né le 25 juillet 1946 à León, Nicaragua) est un percussionniste nicaraguayen.
Il a joué avec Carlos Santana et Herbie Hancock.